# Beilschmiedia membranacea
Beilschmiedia membranacea är en lagerväxtart som beskrevs av James Sykes Gamble. Beilschmiedia membranacea ingår i släktet Beilschmiedia och familjen lagerväxter. Inga underarter finns listade i Catalogue of Life.